# Gloydius blomhoffi
Gloydius blomhoffi är en ormart som beskrevs av Boie 1826. Gloydius blomhoffi ingår i släktet Gloydius och familjen huggormar. Utöver nominatformen finns också underarten G. b. brevicaudus.
Arten förekommer i östra Kina, på Koreahalvön, i Japan och på några ryska öar i regionen.